# Brynjar Skjærli
Brynjar Skjærli (* 3. November 1978) ist ein ehemaliger norwegischer Skilangläufer.

## Werdegang
Skjærli, der für Lillehammer Skiklub startete, trat international erstmals bei den Nordischen Junioren-Skiweltmeisterschaften 1998 in Pontresina in Erscheinung. Dort gewann er die Silbermedaille mit der Staffel und belegte den 16. Platz über 10 km Freistil. In der Saison 1998/99 lief er in Lillehammer sein erstes Rennen im Continental-Cup, das er auf dem 20. Platz über 5 km Freistil beendete und in Oslo sein erstes Weltcuprennen, das er auf dem 67. Platz über 50 km klassisch beendete. Im März 2001 erreichte er in Oslo mit dem 48. Platz über 50 km klassisch seine beste Einzelplatzierung im Weltcup. Im Februar 2005 holte er beim Scandinavian-Cup in Sundsvall über 10 km klassisch seinen einzigen Sieg im Continental-Cup und errang zum Saisonende den siebten Platz in der Gesamtwertung in dieser Rennserie. Sein zehntes und damit letztes Weltcupeinzelrennen absolvierte er im März 2006 beim Wasalauf, das er auf dem 78. Platz beendete. Bei norwegischen Meisterschaften siegte er 2004 und 2005 zusammen mit Espen Harald Bjerke und Tore Ruud Hofstad in der Staffel von Lillehammer Skiklub und errang in den Jahren 2002, 2003 und 2006 den zweiten Platz mit der Staffel.

## Siege bei Continental-Cup-Rennen
| Nr. | Datum            | Ort       | Disziplin       | Serie            |
| --- | ---------------- | --------- | --------------- | ---------------- |
| 1.  | 19. Februar 2005 | Sundsvall | 10 km klassisch | Scandinavian Cup |